# Charlotte's Web (película de 1973)
Charlotte's Web (titulada: La telaraña de Charlotte en Hispanoamérica, El chanchito picarón en Argentina y Las aventuras de Wilbur y Carlota en España) es una película animada de largometraje producida por Paramount Pictures, Hanna-Barbera Productions y Sagitario Producciones en 1973, basada en el libro homónimo escrito por E. B. White. La película, distribuida en cines por Paramount Pictures el 1 de marzo de 1973, es el primero de sólo tres producciones de Hanna Barbera que no se basan en uno de sus famosos dibujos animados de televisión —Heidi's Song (1982) y Once Upon a Forest (1993) fueron los otros dos— y fue un moderado éxito crítico y comercial. Tuvo un lanzamiento limitado el 22 de febrero de 1973 en Nueva York, siendo estrenada también en Alemania Occidental el 30 de marzo de 1973, el 11 de agosto en Suecia y el 25 de agosto en Japón.
Las canciones fueron escritas por los Hermanos Sherman, que ya habían compuesto con anterioridad las canciones de Mary Poppins (1964), El libro de la selva (1967) y Chitty Chitty Bang Bang (1968). La película ha encontrado un dedicado público durante los siguientes años, debido a la televisión y VHS. En 1994 la película sorprendió al mercado al convertirse en uno de los títulos más vendidos del año, 21 años después de su primer estreno. Una secuela, Charlotte's Web 2: Wilbur's Great Adventure, fue producida en 2003, seguida de una película de acción en vivo de la versión original, estrenada el 15 de diciembre de 2006.

## Argumento
Un granjero decide matar a un cerdo, debido a que este nació muy pequeño. No obstante, ante la insistencia de su hija para que no lo matara, lo deja vivir. La niña, llamada Fern Arable, le da el nombre de Wilbur al cerdo. Más tarde, el padre de Fern decide venderle el cerdo al tío de la niña, Homer Zuckerman, quien también tiene una granja.
Allí, Wilbur se entera de que será asesinado, esto lo asusta, hasta que se hace presente Charlotte, una araña que le promete ayudarlo. La araña es capaz de proteger al pequeño animal con su inusual capacidad de escribir mensajes en su telaraña (de ahí el título de la cinta). Cerca del final, la araña Charlotte muere luego de poner huevos, nacen 514 arañas de las cuales solo 3 se quedan junto a Wilbur. 
Wilbur quiso mucho a la descendencia de Charlotte, pero él nunca pudo olvidarla.

## Voces originales en inglés
- Charlotte: Debbie Reynolds
- Wilbur: Henry Gibson
- Templeton: Paul Lynde
- Fern: Pamelyn Ferdin
- John Arable: John Stephenson
- Sra. Arable: Martha Scott
- Avery Arable: Danny Bonaduce
- Homer Zuckerman: Bob Holt
- Sra. Zuckerman / Sra. Fussy: Joan Gerber
- Lurvy: Herb Vigran
- Henry Fussy: William B. White
- Jeffrey: Don Messick
- Gansa: Agnes Moorehead
- Carnero: Dave Madden
- Narrador: Rex Allen
- Alegría: ¿?
- Aranea: ¿?
- Nellie: ¿?

## Doblaje mexicano (cine 1973)
- Charlotte: Teresita Escobar
- Wilbur: Arturo Mercado
- Templeton: Francisco Colmenero
- Fern / Jeffrey: Diana Santos
- John Arable: Ismael Larumbe Sr.
- Sra. Arable: María Santander
- Avery Arable: Edmundo Santos Jr.
- Homer Zuckerman: Pedro D'Aguillón
- Sra. Zuckerman / Gansa: Maruja Sen
- Herbie (Lurvy): Luis Bayardo
- Henry Fussy: Juan Antonio Edwards
- Sra. Fussy: ¿?
- Carnero: Alberto Gavira
- Narrador: José Manuel Rosano
- Alegría: Cristina Camargo
- Araña (Aranea): María Antonieta de las Nieves
- Nellie: Tony Assael

## Doblaje castellano (DVD 2004)
- Charlotte: Laura Palacios
- Wilbur: Iván Muelas
- Fern Arable: Isacha Mengíbar
- John Arable: Carlos Ysbert
- Sra. Arable: Pepa Castro
- Templeton: José Escobosa
- Avery Arable: Amparo Valencia
- Homer Zuckerman: Roberto Cuenca Martínez
- Sra. Zuckerman: Mayte Torres
- Lurvy: Roberto Cuenca Rodríguez Jr.
- Henry Fussy: Adolfo Moreno
- Sra. Fussy: Isabel Donate
- Jeffrey / Gansa: Marisa Marco
- Carnero: Antonio Esquivias
- Narrador: Lorenzo Beteta
- Alegría: Isacha Mengíbar
- Aranea: Miriam Valencia
- Nellie: Yolanda Pérez Segoviano

## Banda sonora
1. "Main Title" - Instrumental
2. "There Must Be Something More" - Pamelyn Ferdin
3. "I Can Talk" - Henry Gibson
4. "Chin Up" - Debbie Reynolds
5. "Mother Earth and Father Time" - Debbie Reynolds
6. "We've Got Lots in Common" - Henry Gibson, Debbie Reynolds, Dave Madden and Chorus
7. "A Veritable Smorgasbord" - Agnes Moorehead and Paul Lynde
8. "Deep in the Dark (Charlotte's Lullaby)" - Debbie Reynolds
9. "Chin Up March" - Instrumental
10. "Zuckerman's Famous Pig" - Chorus
11. "Charlotte's Farewell (Mother Earth and Father Time)" - Debbie Reynolds
12. "End Titles" - Instrumental